# Sant Celoni (kommunhuvudort)
Sant Celoni är en kommunhuvudort i Spanien.   Den ligger i provinsen Província de Barcelona och regionen Katalonien, i den östra delen av landet, 500 km öster om huvudstaden Madrid. Sant Celoni ligger 162 meter över havet och antalet invånare är 16 860.
Terrängen runt Sant Celoni är varierad. Runt Sant Celoni är det ganska tätbefolkat, med 90 invånare per kvadratkilometer. Närmaste större samhälle är Mataró, 16,8 km söder om Sant Celoni. I omgivningarna runt Sant Celoni växer i huvudsak blandskog.